# Gouvernement Panyarachun I
Thaïlande
46e cabinet
(Chatchai Chunhawan II) 48e cabinet
(Suchinda Khra-prayun)
Le premier gouvernement de Anan Panyarachun (en thaï : คณะรัฐมนตรีอานันท์ ปันยารชุน 1 ; RTGS : Khana Ratmontri Anan Panyarachun 1) est le 47e gouvernement de la Thaïlande, du 2 mars 1991 au 7 avril 1992.
Il fait suite au coup d'État du 23 février 1991 mené par le Conseil national de maintien de la paix, qui a nommé Anan Panyarachun au poste de Premier ministre pour permettre de gagner la confiance du roi Rama IX. Il succède au second gouvernement de Chatchai Chunhawan, Premier ministre avant le coup d'État, et est remplacé par le gouvernement de Suchinda Khra-prayun à l'issue des élections de mars 1992.
Nommé et investi Premier ministre par le roi le 2 mars, son gouvernement est annoncé par décret royal 4 jours plus tard.

## Composition initiale

### Premier ministre
- Premier ministre : Anan Panyarachun

### Vice-Premiers ministres
- Vice-Premier ministre : Senaw Unakul (th)
- Vice-Premier ministre : Pao Sarasin (en)
- Vice-Premier ministre : Meechai Ruchuphan (en)

### Ministres
| Titre                                                    | Titulaire                   |
| -------------------------------------------------------- | --------------------------- |
| Ministre auprès du Cabinet du Premier ministre           | Kasemsamosorn Kasemsri (th) |
| Ministre auprès du Cabinet du Premier ministre           | Paichit Euatthaweekul (th)  |
| Ministre auprès du Cabinet du Premier ministre           | Mechai Viravaidya           |
| Ministre auprès du Cabinet du Premier ministre           | Saisuri Jutikul (th)        |
| Porte-parole du Cabinet du Premier ministre              | Ladawan Wongsriwong (th)    |
| Ministre de la Défense                                   | Praphat Kritsanachan (th)   |
| Ministre des Finances                                    | Suthee Singhasaneh (en)     |
| Ministre des Affaires étrangères                         | Asa Sarasin (en)            |
| Ministre de l'Agriculture et des Coopératives            | Anat Aphaphirom (th)        |
| Ministre des Transports                                  | Nukul Prachuapmoh (th)      |
| Ministre du Commerce                                     | Amaret Silaorn (th)         |
| Ministre de l'Intérieur                                  | Issarapong Noonpakdee (en)  |
| Ministre de la Justice                                   | Praphat Ouaychai (th)       |
| Ministre des Sciences, de la Technologie et de l'Énergie | Sanga Sanphasri (th)        |
| Ministre de l'Éducation                                  | Kor Sawatpanitch (th)       |
| Ministre de la Santé publique                            | Pairoj Ningsanon (th)       |
| Ministre de l'Industrie                                  | Sippanon Ketuthat (en)      |
| Ministre des Affaires universitaires                     | Kasem Suwannakul (th)       |

### Vice-ministres
- Vice-ministres de la Défense : Wimon Wongwanitch (th), Phisit Salikupt (th)
- Vice-ministre des Finances : Weerapong Ramangkoon (th)
- Vice-ministre des Affaires universitaires : Wichian Wattanakhun (th)
- Vice-ministres de l'Agriculture et des Coopératives : Arch Taolanon (th), Kosit Panpiemras (en)
- Vice-ministres du Transport : Choengchan Kamphu (th), Wiroj Sangsanit (th), Suthep Thepharak (th)
- Vice-ministres de l'Intérieur : Anan Klintha (th), Wichet Karunyawanitch (th)
- Vice-ministre de l'Éducation : Somchai Wuthipreecha (th)
- Vice-ministre de la Santé publique : Atthasit Wetchachiwa (th)
- Vice-ministre de l'Industrie : Weera Susangkornkarn (th)

## Évolution de la composition du gouvernement

### Ajustement du 10 juillet 1991
Le 10 juillet 1991, il est annoncé que Pridiyathorn Devakula est nommé et investi vice-ministre du Commerce.

### Ajustement du 29 juillet 1991
Le 29 juillet 1991, il est annoncé par décret royal que Charoenjit na Songkhla (th) est nommé vice-ministre de l'Intérieur.

## Fin du gouvernement
La fin du gouvernement est actée par les élections législatives qui se tiennent en mars 1992. Les ministres restent en fonction jusqu'à la nomination du nouveau gouvernement.